# 庫福河
6°36′11″N 1°58′44″E / 6.603°N 1.979°E
庫福河（法語：Kouffo），是西非的河流，發源自多哥，流進該國和貝寧之間的邊境，河道全長125公里，成為庫福省和祖省接壤的邊界，最終注入阿海梅湖。